# علف

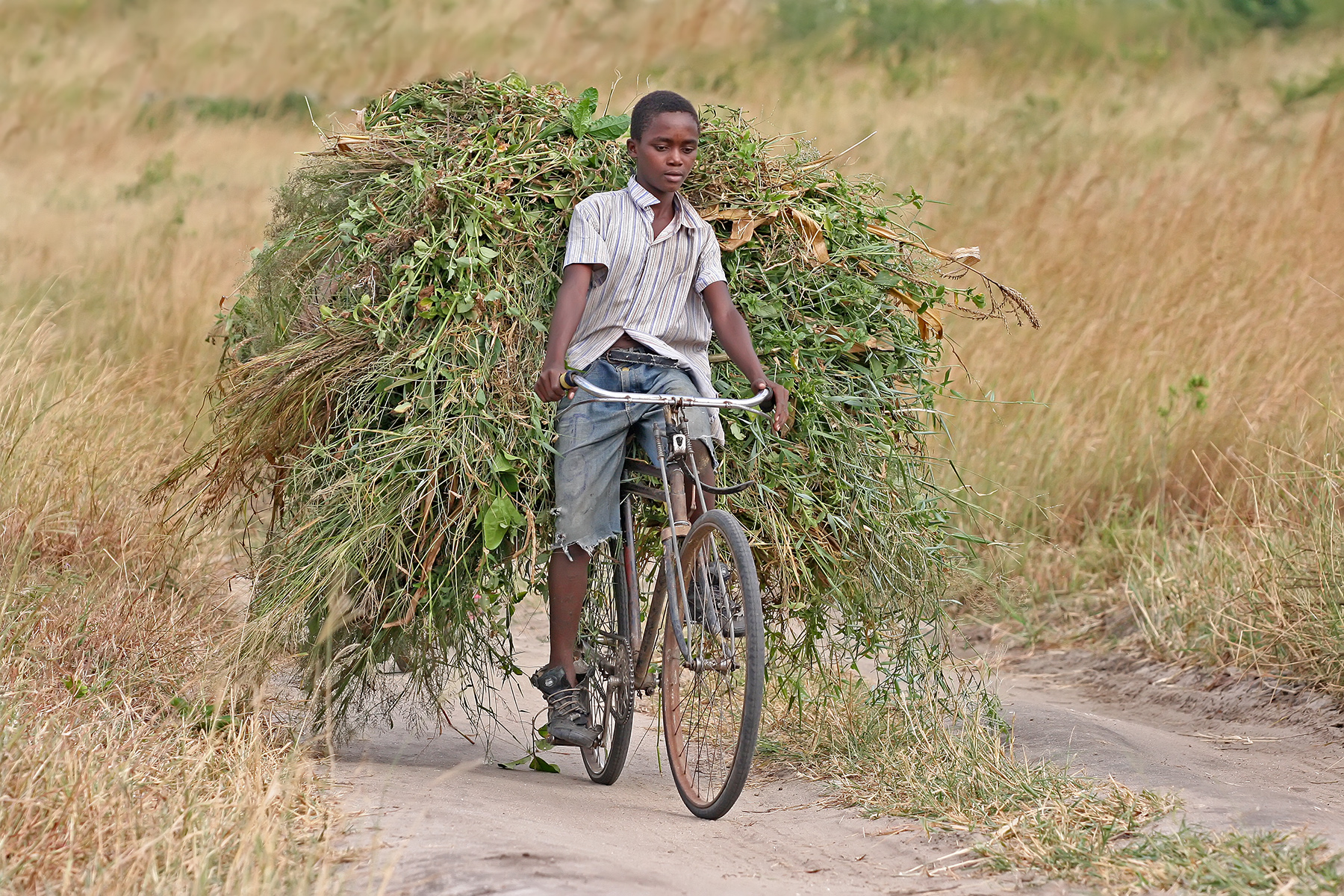

العلف (ج أعلاف) أو العليقة (ج علائق) هو أي مادة تستخدم لتغذية الماشية (بقر، غنم، ماعز) والحيوانات المستأنسة (دواجن، خيول، أرانب، الخ...) تأتي غالبية الأعلاف من مصادر نباتية.
تستعمل كلمة علف للدلالة على الغذاء المقدم للحيوانات (بما في ذلك النباتات التي تحش وتقدم غضة للحيوانات)، بينما تستخدم كلمة مرعى أو محاصيل مراعي لتعريف النباتات التي تستخدم لرعي الحيوانات.

## تقسيم مواد العلف
يمكن تقسيم مواد العلف إلى مجموعتين رئيستين على أساس محتوياتها من الألياف الخام وجملة المركبات الغذائية المهضومة TDN. المجموعة الأولى هي المواد المركزة والمجموعة الثانية هي المواد الخشنة.

### المواد المركزة
وتحتوي المواد المركزة على كمية كبيرة من الطاقة الصافية بالنسبة لوحدة الوزن ويرجع ذلك إلى ارتفاع محتوياتها من النشا أو السكر أو البروتين أو الدهن وانخفاض محتوياتها من الألياف الخام التي لا تزيد غالبًا عن 16 % وهي تحتوي على 75 % TDN في المتوسط على أساس المادة الجافة وهي تنقسم إلى مواد مركزة في الطاقة ومواد مركزة في البروتين.

#### مواد ذات طاقة مركزة
وتشمل المواد ذات الطاقة المركزة:
- الحبوب: مثل الشعير والذرة والشوفان والشيلم والذرة البيضاء والأرز .
- النواتج الثانوية للحبوب: مثل نخالة القمح والذرة والأرز .
- المولاس : مثل مولاس قصب السكر ومولاس بنجر السكر .

#### مواد مركزة من البروتين
وتشمل:
- الكسب (بالإنجليزية: Oilseed cakes & meals)‏: وهي ما يتخلف بعد الحصول على الزيت من البذور الزيتية مثل أكساب بذرة القطن وبذرة الكتان والفول السوداني وفول الصويا السمسم ودوار الشمس.
- المنتجات الحيوانية (بالإنجليزية: Animal by-products)‏: مثل مسحوق السمك ومسحوق اللحم ومسحوق الدم واللبن الفرز المجفف والشرش المجفف.

مواد أخرى:
أغذية تحتوي على الفيتامينات.
أغذية تحتوي على العناصر المعدنية.
مواد أخرى كالمضادات الحيوية والأحماض الأمينية واليوريا.

### المواد الخشنة
حجم المواد الخشنة (بالإنجليزية: Roughages)‏ كبير وتحتوي على قليل من الطاقة الصافية بالنسبة لوحدة الوزن ويرجع ذلك إلى ارتفاع محتوياتها من الألياف الخام وأحيانا من الرطوبة (تحتوي أكثر من 16 % ألياف خام، 50 % TDN في المتوسط على أساس المادة الجافة) وتنقسم المواد الخشنة إلى مواد طرية ومواد جافة.

#### مواد خشنة طرية
وهي تحتوي على أكثر من 70 % رطوبة وتشمل:
- المراعي (بالإنجليزية: Pastures)‏: وهي مساحة من الأرض مغطاة بنباتات علفية ترعاها الحيوانات وهي أما تكون طبيعية Natural أي لم يزرعها الإنسان وتشمل أعدادا كبيرة من الحشائش والبقوليات والأعشاب والشجيرات أو مزروعة بمعرفة الإنسان يختار أنواعها ويواليها بالتسميد ويرويها بالراحة أو بالآلة في حالة عدم توفر الأمطار، وتشمل عددا قليلا من الأنواع النقية أو مخاليطها.
- السيلاج (بالإنجليزية: Silage)‏ : وهو المادة الناتجة من التخمر المرغوب فيه لمحصول علف أخضر فعندما يوجد فائض من الأعلاف الخضراء يزيد من احتياجات الحيوانات وتكون الظروف الجوية غير مناسبة لتجفيفها فإنها تحفظ وتخزن في صورة طرية لتستخدم عند غياب أو نقص العلف الأخضر.
- الجذور: مواد غنية بالكربوهيدرات في صورة سكريات ومن أمثلتها بنجر العلف، بنجر السكر، الجزر.
- الدرنات (بالإنجليزية: Tubers)‏: مواد غنية بالكربوهيدرات في صورة نشا ومن أمثلتها البطاطا.

#### مواد خشنة جافة
وهي تحتوي على قليل من الرطوبة ولكنها غنية بالألياف الخام وتشمل:
- الدريس (بالإنجليزية: Hay)‏: وهو ناتج تجفيف محاصيل العلف الخضراء.
- الأتبان (بالإنجليزية: Straws)‏: وهي عبارة عن سوق وأوراق النباتات الناتجة بعد فصل الحبوب والبذور بعملية الدراس مثل أتبان القمح الشعير الفول العدس والبازلاء والأرز.
- القشور والنخالة (بالإنجليزية: Chaff & Hulls)‏: للحبوب والبذور ومن أمثلتها سرسة الأرز وقشرة بذرة القطن.
- حطب الذرة Stover : عبارة عن الجزء المتبقى من نباتات الاذرة بعد نزع الكيزان.
- كيزان الذرة (بالإنجليزية: Cobs)‏: عبارة عن الجزء المتبقي من كيزان الذرة بعد تفريط الحبوب.
- مصاص القصب (بالإنجليزية: Bagasse)‏: عبارة عن الجزء المتبقي من العيدان بعد عصرها.

العروش الجافة للمحاصيل والخضر.

## محاصيل العلف الأخضر والطرية
تنتمي أهم محاصيل الأعلاف إلى إحدى فصيلتين: النجيلية والبقولية.
أهم المحاصيل النجيلية التي تستخدم كعلف:
- الشعير
- الشيلم
- القمح
- الكلئية المرجية
- الفستوكة القصبية

أهم المحاصيل البقولية التي تستخدم كعلف:
- النفل الأبيض: (باللاتينية: Trifolium repens)
- النفل الأحمر: (باللاتينية: Trifolium pratense)
- البرسيم الحجازي أو الفصة المعمرة: (باللاتينية: Medicago sativa)

## الخصائص الغذائية للأعلاف الخضراء الأساسية

### المواد العضوية في الأعلاف الخضراء
يعتمد إنتاج الحليب بدرجة كبيرة على تأمين العلف الأخضر للأبقار الحلوب خلال أطول فترة ممكنة خلال موسم الحليب والأعلاف الخضراء تتميز بخاصة هامة وهي بأن تحش (تحصد) والنباتات في نمو مستمر وعلى مدار الموسم الزراعي.

### الطاقة
إن الطاقة اللازمة لإنتاج ليتر واحد من الحليب تعادل 756 كيلو سعرة ومن المعروف أن قيمة الوحدة الغذائية في إنتاج الحليب تعادل 1680 كيلو سعرة أي أن لإنتاج ليتر واحد من الحليب يجب تأمين 0.45-0.50 وحدة غذائية.

### البروتين
إن البروتين اللازم لإنتاج الحليب يمكن حسابه وفق النسبة المئوية التي يشكلها البروتين من تركيب الحليب ومعامل استخدام الآزوت في العليقة حيث أثبتت التجارب العلمية أن البروتين في الأعلاف يستعمل ويحول إلى البروتين الداخل في تركيب الحليب بنسبة 65-70% وهذا يعني أنه يجب أن تزيد كمية البروتين في عليقة الأبقار اليومية بمقدار 50% عن الكمية الداخلة في تركيب الحليب آخذين بعين الاعتبار أنه لإنتاج ليتر واحد حليب تحتاج البقرة إلى 50-60 غرام بروتين والغنمة إلى 85 غرام بروتين والفرس إلى 33 غرام وأن أغنى أنواع الحليب بالبروتين هو حليب أنثى الأرانب ويحوي على 15.7% وأفقرها هو حليب الفرس ويحتوي على 2% أما حليب الأبقار فيحتوي وسطياً على 3.4% بروتين وحليب الأغنام 5.2% بروتين والإبل 2.61 بروتين.
الوحدة الغذائية في عليقة الأبقار الحلوب تحوي على 100-110 غ بروتين مهضوم.
1. ↑  لمكتب الحديث للدواجن نسخة محفوظة 06 مارس 2016 على موقع واي باك مشين.
2. ↑  كنانة أون لاين. مواد العلف. . تاريخ الولوج 24 حزيران 2010. نسخة محفوظة 18 أكتوبر 2011 على موقع واي باك مشين.

=== الأملاح المعدنية ===
تلعب دوراً هاماً وأساسياً في سير العمليات الحيوية ومختلف الأنسجة تحوي على كميات معينة من الأملاح المعدنية ونقصها يؤدي إلى انخفاض في الإنتاج إضافة إلى اضطرابات وظيفية هامة ولتجنب هذه النواقص تضاف الأملاح المعدنية في عليقة الحيوان اليومية حسب الحاجة ومن أهم هذه الأملاح هي:

### الكالسيوم والفوسفور
يؤثر الكالسيوم في تنظيم نفوذية الخلايا وتنظيم الوظائف العصبية والتوازن بين الأسس والحموض، أما الفوسفور فينظم الامتصاص العضوي ويدخل في التركيب الجزيئي للديزوكسيربيوفوكليك والكمية اللازمة للحيوان خلال 24 ساعة هي التالية:
الثيران البالغة 50-70 غ كالسيوم و 70-80 غ للأبقار الحلوب و 35-40 غ فوسفور أما الحاجة من الصوديوم الكلور 5-6 غ لكل 100 كغ وزن حي قائم ومن الحديد يلزم 45-50 ملغ مادة جافة في كل 24 ساعة الكوبالت 0.02 ملغ لكل 100 كغ وزن حي قائم.

## العوامل المؤثرة في إنتاج الأعلاف الخضراء
يتأثر الإنتاج الكمي والنوعي للأعلاف الخضراء بعدة عوامل أهمها:

### المناخ
إن المناخ يحدد محتواها من البروتين والدسم والفيتامينات ومحتواها من السيلليلوز ففي السنوات الغزيرة الأمطار والقليلة الحرارة تنخفض نسبة البروتين وترتفع نسبة السيللوز.

### التربة
للتربة تأثير كبير على نوعية العلف الناتج، وذلك من خلال رطوبتها وخصوبتها وتفاعلها مع الأراضي المعتدلة أو القلوية تنبت فيها النباتات القيمة والغنية مثل البقوليات بعكس الأراضي الحامضية أثرها كمي ونوعي على إنتاج الأعلاف الخضراء.

### الحصاد (الحش)
إن حصاد النباتات في مختلف مراحل النمو يؤثر على النوعية والهضمية والكمية فالنباتات الهرمة ينخفض محتواها من البروتين ويرتفع محتواها من السيللوز مما يقلل من قيمتها الغذائية وبالعكس.

### طرق تجفيف النباتات
إن لطرق تجفيف النباتات دوراً هاماً في حفظ نوعية العلف فمثلاً التجفيف على الأرض وتحت تأثير أشعة الشمس مباشر يفقد النباتات الكثير من موادها الغذائية وخاصة البروتين والفيتامينات بالمقارنة مع العلف المجفف بالطرق الحديثة والمجففات الحرارية وغيرها.

### وقت الحش خلال اليوم
يلعب وقت حش النبات دورًا في تحديد نسبة السكريات الذائبة في النبات، ولذلك فإن حش النباتات خلال فترة بعد الظهر يعطي أعلافًا ذات استساغة أعلى نتجة ارتفاع نسبة السكريات.

## القواعد الأساسية بتكوين العلائق
عند تكوين العليقة للماشية يجب علينا أن نراعي أموراً عديدة ومن أهمها:
1- يجب أن تغطي حاجة الحيوان من النشا والبروتين إذ يتحتم وجود كمية معينة من البروتين في الغذاء وكذلك من الكاربوهيدرات أما الدهن فيوجد عرضاً في الغذاء ويحتاج الحيوان إلى كميات محدودة منه 0.5 كغ دهن لكل 500 كغ وزن حي قائم.
2- يجب أن تغطي حاجة الحيوان من المواد المعدنية وذلك لتسيير عمليات الهدم والبناء في جسم الحيوان بانتظام فإن نقص الكالسيوم والفوسفور في غذاء الحيوانات الصغيرة ينتج عنه لين العظام وفي الكبيرة شعر العظام فمن المواد المعدنية الذي يجب إضافتها للعلائق ملح الطعام وحمض الفوسفور وثنائي فوسفات الكالسيوم وخصوصاً لمواشي الحليب.
3- يجب أن تتوفر في العليقة الفيتامينات ومواد العلف الخضراء وهي خير مصدر لهذه الفيتامينات وأكثر الحيوانات حاجة لها هي الحيوانات النامية الصغيرة ثم التامة النمو والحامل ثم التي تدر حليباً غزيراً وعندما تتغذى الحيوانات بأنواع الكسبة التي تفتقد عادة إلى الفيتامينات أو عندما يستعمل الحليب المفروز فلابد حينئذٍ من إضافة مواد أخرى تحوي هذه الفيتامينات، فيمكن إضافة فيتامين D,A الموجودين بزيت كبد الحوت أما فيتامين C فهذه متوفرة في العلف الأخضر.
4- يجب أن يكون للعليقة درجة تركيز معينة أي أن تكون للمادة الجافة فيها نسبة معينة وبعبارة أصح يجب أن يكون حجم العليقة مناسباً بمعنى أنه إذا كان حجمها كبيراً امتلأ كرش الحيوان قبل أن يحصل جميع المركبات الغذائية اللازمة له فضلاً عن أن ضخامة العليقة تعيق التنفس كما يتعسر الهضم إذا كانت العليقة المركزة صغيرة الحجم مسببة للحيوان اضطرابات هضمية كما تعرقل عملية الاجترار في الحيوانات المجترة التي تحتاج بطبيعتها إلى مواد علفية مالئة فترة في هذه الحالة الحيوانات تدور حول معالفها يمنة ويسرة ملتقطة بقايا القش والأتبان فيها مما يدل على أنها بحاجة إلى شيء ينقصها في العلف.
5- يجب أن تكون العليقة خالية من العفن وذات نكهة طيبة مقبولة لاتسبب للحيوان اضطرابات في القناة الهضمية ومن الأغذية التي تحسن نكهة العلف الدريس الجيد أن ملح الطعام والأحجار الملحية المخصصة لهذه الغاية لها نفس التأثير.
6- يجب أن تكون العليقة من مخاليط رخيصة واقتصادية ونظيفة ومن المواد المنتجة محلياً وأن تختار الأغذية العلفية ذات التأثير الحسن على الإنتاج الحيواني وأن تكون العلائق متماثلة وبنسب معينة طوال السنة بقدر الإمكان.
7- يجب علينا أن نراعي عند تكوين العلائق الحيوانات المنتجة من الحليب وخاصة الأبقار الحلوب أي أن تكون هذه العليقة ذات تركيز معين من الأعلاف المركزة وبنسب وكميات معينة تتناسب وكمية الحليب المنتجة من الحيوان أي إعطاء ذلك الحيوان العليقة الإنتاجية له.

## الدريس والسيلاج وأهميتهما في تغذية الحيوان
إن الأعلاف الخضراء المحفوظة والمخزنة بشكل جيد تشكل غذاء هام في فصل الشتاء في موسم الجفاف وإن خزن وحفظ الأعلاف الخضراء يتم بطريقتين:
1- بالتجفيف (صنع الدريس).
2- بالسيلاج (حفظها بدون تجفيف).
إن أهمية الدريس ليست في كونه يشكل غذاء للحيوان فقط بل في قيمته الغذائية المرتفعة لاحتوائه على المواد الغذائية والفيتامينات إذ يقدم في فترة الشتاء 50% من احتياج الحيوان من الألبومين والفيتامينات.
أما نوعية الدريس فهي متغيرة تبعاً للتركيب النباتي للمراعي (النباتات التي تشكل المرعى) وكذلك تبعاً لفترة الحش وأساليبه وطرق تخزين الدريس وأيضاً يؤثر على نوعية الدريس تقلبات الطقس في الفترة الواقعة بين الحش وحتى التخزين فمثلاً الدريس المؤلف من البقوليات والنجيليات الجيدة والذي جرى حشه في الفترة المثلى وتم تحضيره وخزنه بشكل جيد يحوي على 60 وحدة غذائية و 6% بروتين مهضوم، فلايكفي التركيب الجيد للدريس إذا لم يتم الحش في الوقت المناسب وكذلك الخزن ضمن الشروط الملائمة.

## جني أو حش العلف الأخضر
يجب أن يتم حصاد المزروعات العلفية في أنسب الأوقات لأنه يؤثر بشكل كبير على كمية المحصول وبالذات على نوعية الدريس.
من المعروف أنه خلال فترة النمو الخضري للنباتات أي منذ بداية الربيع وحتى اكتمال نمو الأزهار تتجمع وتنمو الكتلة الخضراء (التسمم الخضري) أي تزداد الكمية ويزداد الإنتاج، أما النوعية فإنها تسير باتجاه مضاد ما بين كمية ونوعية الإنتاج توجد علاقة عكسية (سلبية) وهذا معناه أن الحصاد المبكر يعطي دريساً جيد النوعية ولكنه قليل الكمية والحصاد المتأخر يعطي إنتاجاً كبيراً ولكنه منخفض النوعية، وأنسب فترة لحصاد الأعلاف الخضراء المخصصة التي جرت حتى الآن الفترة الأمثل للحش (الحصاد) في بداية إزهار النجيليات السائدة وتوافق تبرعم البقوليات، في هذه الفترة تحقق النسب بين الكمية والنوعية وبمردود أعظمي.

## حفظ الأعلاف الخضراء بطريقة السيلاج
إن حفظ الأعلاف الخضراء عن طريق السيلاج له مميزات خاصة بالمقارنة مع التجفيف، علف السيلاج له قيمة غذائية فهو أخضر اللون، رطوبته طبيعية، صحي يحوي الكثير من الفيتامينات لأنه أقرب إلى العلف الطازج الذي أخذ منه، إن عملية السيلجة تقلل من هدر المواد الغذائية بشكل كبير أي لاتتجاوز 5-10 % من محتوى الأعلاف الخضراء بالمقارنة نع 40-50% نسبة الهدر في حال التجفيف على الأرض ومن مزايا هذه الطريقة للتخزين أنها تمكننا من التخزين في حال كون المناخ غير ملائم للتجفيف.
وعلماً بأن عملية السيلاج تتطلب أماكن أصغر للتخزين وحجم عمل أقل، وأخطار الحريق لاتصل إليه ويمكن حفظ الأعلاف الخضراء الزائدة عن الحاجة في المواسم المختلفة وذلك بعملية التخمر وعادة تتطلب عملية تحويل الأعلاف الخضراء إلى سيلاج أماكن محصورة عن الهواء وتسمى هذه الأماكن الصوامع أو المكمورات، ونضج السيلاج في المكمورة عادة خلال 30-40 يوم وهذه المدة تتوقف على نوعية النبات المستخدم في السيلاج ولكن السيلاج لا يعطى للحيوان إلا بعد مضي أكثر من ثلاثة أشهر وهنا يجب أخذ الحيطة عند فتح المكمورة أو إزالة الغطاء عنها وذلك لاحتمال وجود بعض الغازات السامة على سطحها العلوي مثل غاز ثاني أكسيد الكربون أو بعض أكاسيد النتروجين ويراعى عدم إزالة الغطاء إلا بالقدر الذي يسمح فيه بإخراج كمية محدودة من السيلاج حتى لايؤدي إلى تلفه ويفضل التغطية مرة ثانية عند الانتهاء من أخذ كمية السيلاج المخصصة لتغذية الحيوان تفادياً لعدم ضياع القيمة الغذائية منها.